# Randy Weston
Randy Weston (Brooklyn, Nueva York; 6 de abril de 1926-ib., 1 de septiembre de 2018) fue un compositor, músico y pianista estadounidense de jazz.

## Biografía
Creció en un ambiente de músicos. Conocía a Max Roach, Cecil Payne y Duke Jordan, Eddie Heywood era su vecino, Wynton Kelly su primo y Thelonious Monk fue uno de sus primeros profesores y una gran influencia.  A finales de la década de 1940 da comienzo su carrera profesional, trabajando en agrupaciones de r&b. La primera grabación de Weston como líder vio la luz en 1954 con el título Randy Weston plays Cole Porter -  Cole Porter in a Modern Mood. Durante la década de 1950 Weston trabaja en el área de Nueva York con músicos como Cecil Payne, Kenny Dorham y Melba Liston y adquirie una gran reputación como compositor, con temas que hoy pertenecen al repertorio de standards como «Hi-Fly» o «Little Niles». El interés por sus raíces lo lleva a visitar África, un lugar que siempre ha estado muy presente en la obra y en la vida de Weston; en 1961 y 1963 visita Nigeria, y desde 1968 hasta 1973 se asienta en Marruecos, donde queda fascinado por la música y la espiritualidad del continente y desde donde continúa viajando en busca de nuevos talentos para su música. 

Durante el resto de la década de 1970 Randy Weston continúa efectuando giras y editando trabajos para Arista, Polydor y CTI, pero a mediados de la siguiente década vuelve a Marruecos. Tras un pequeño período de inactividad en los estudios, retoma su actividad a finales de la década de 1980, grabando una serie de álbumes para Antilles y Verve entre los que cabe destacar su trilogía Portrait (dedicados a Elington, Monk y a sí mismo) y su ambicioso The Spirits of Our Ancestors un álbum de blues que traza los orígenes de esa música con la colaboración de músicos marroquíes.  En 1993 y 1995, fue premiado con dos Grammy y desde entonces continúa con su actividades y sus colaboraciones con músicos de otras culturas.

## Estilo y valoración
La cualidades como pianista de Randy Weston fueron reconocidas ya al principio de su carrera, cuando en 1955 recibió el reconocimiento de los lectores de la revista Down Beat en la categoría de nuevos talentos al piano. Su música ha estado influida por la historia, la cultura y la espiritualidad africana desde su infancia, y también se centra en la esencia del blues y del jazz, rastreando su origen hasta el continente africano. Maestro asimismo del góspel y del bop, la música de Weston es una inteligente fusión de todos estos elementos que tiene como principal protagonista un estilo pianístico que va desde el boogie-woogie o el bop hasta las disonancias características del free jazz, y que tiene como principales referentes a su maestro Thelonious Monk y a otro pianista legendario, Abdullah Ibrahim.

## Discografía
- 1954: Cole Porter in a Modern Mood (Riverside Records)
- 1955: Get Happy with the Randy Weston Trio (Riverside)
- 1955: Randy Weston Solo, Duo, Trio with Art Blakey (Riverside)
- 1956: How High the Moon (Collectables Records)
- 1956: The Modern Art of Jazz
- 1956: With These Hands (Riverside)
- 1957: Piano à la Mode (Jubilee)
- 1959: Little Niles (Blue Note Records)
- 1959: Destry Rides Again (United Artists)
- 1959: Live at the Five Spot (United Artists)
- 1960: Uhuru Afrika (Capitol)
- 1960: Greenwich Village Jazz (Jazz A La Bohemia) (Jazzland)
- 1963: Highlife with Melba Liston (Colpix)
- 1964: African Cookbook (Atlantic)
- 1965: Berkshire Blues
- 1966: Monterey, '66 (Verve)
- 1972: Blue Moses (CTI)
- 1973: Tanjah (Polydor)
- 1974: Blues To Africa (Freedom Records)
- 1974: Carnival (Freedom)
- 1975: African Nite
- 1975: African Rhythms (Chant du Monde)
- 1976: Perspective (Denon)
- 1976: Randy Weston (Pausa Records)
- 1978: Rhythms-Sounds Piano (Cora)
- 1980: The Healers (Black Saint/Soul Note)
- 1984: Blue (Arch)
- 1989: Portraits of Duke Ellington (Verve)
- 1989: Portraits of Thelonious Monk (Verve)
- 1989: Self Portraits (Verve)
- 1991: Spirits of Our Ancestors (Verve)
- 1993: Volcano Blues (Verve/Gitanes)
- 1994: Marrakech in the Cool of the Evening (Verve/Gitanes)
- 1995: Saga (Verve)
- 1997: Earth Birth [con la Montreal String Orchestra] (Verve)
- 1998: Khepera (Verve)
- 1999: Spirit! The Power of Music (Arkadia)
- 2002: Ancient Future (Mutable)
- 2004: Nuit Africa (Enja Records)
- 2006: Zep Tepi (Random Chance)
- 2009: The Storyteller (Motéma Music)